# Потапово (Таймырский Долгано-Ненецкий район)

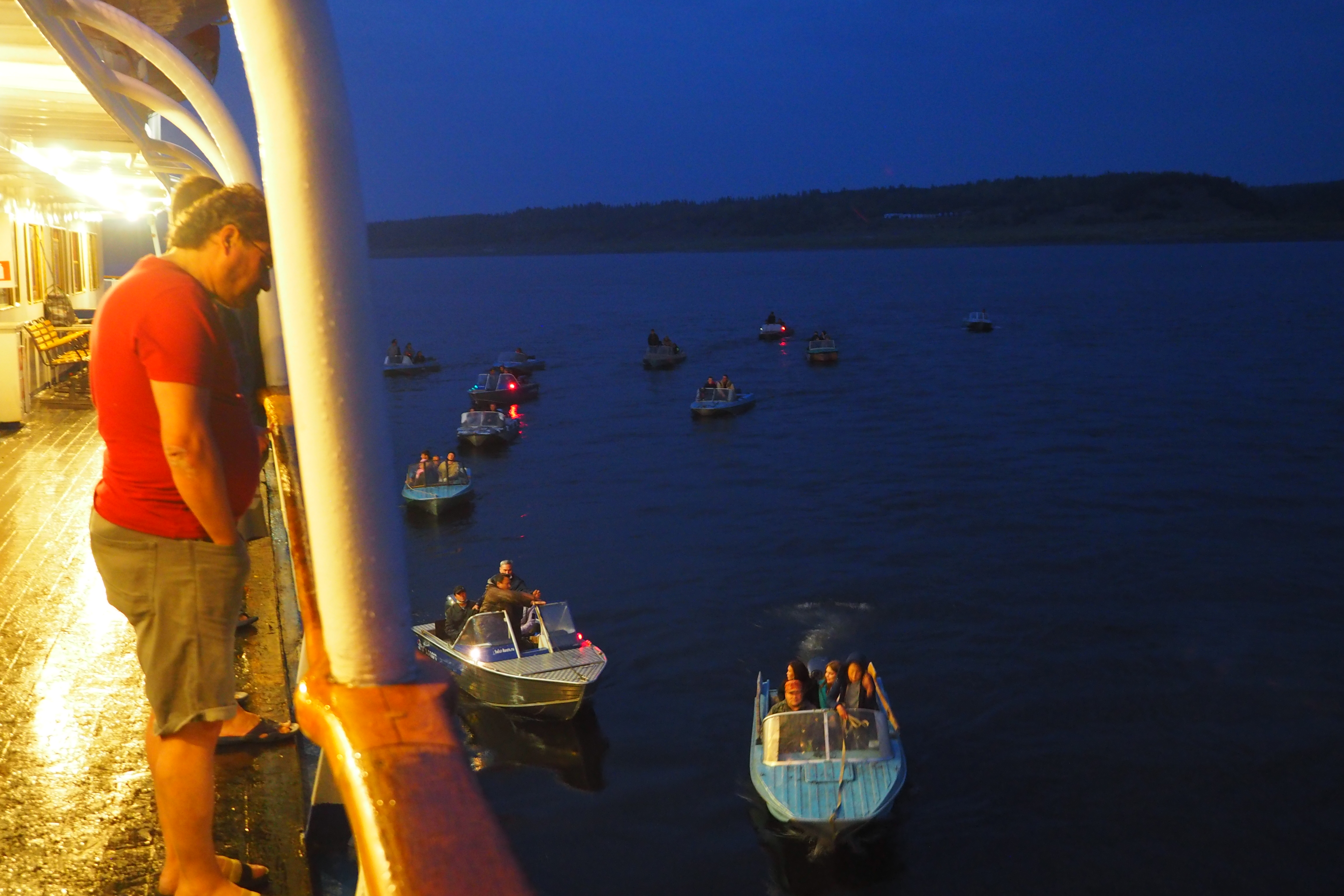
Пассажиры из Потапово садятся на теплоход В. Чкалов (Красноярск - Дудинка) с лодок (2020)

Потапово — посёлок в Таймырском Долгано-Ненецком районе Красноярского края России. Входит в городское поселение город Дудинка.

## География
Посёлок расположен в южной части Северо-Сибирской низменности в 90 км от Дудинки.

## Население
| 2010 | 2018 |
| ---- | ---- |
| 334  | ↘327 |

В посёлке, по данным сельского поселения[уточнить], проживают 402 человек, из них представителей коренной национальности — 236 человек (ненцы — 149, эвенки — 40, долганы — 26, энцы — 11, нганасаны — 10.

## История
Поселок Потапово основан в 1881 г. Среди знаменитых уроженцев поселка Александр Сотников, казачий офицер и исследователь севера, который участвовал в первой экспедиции Николая Урванцева по поиску угля для Северного морского пути в районе современного Норильска.

## Экономика и социальная сфера
Средняя школа, детский сад, участковая больница, магазин, отделение связи и почты, СДК, библиотека.
Инфраструктура:
Жилищный фонд — 47 домов (119 квартир).
Две дизельные электростанции. Количество котельных — 6.
Всего предприятий и организаций — 13. Крестьянско-фермерских хозяйств — 2. Поголовье оленей во всех категориях хозяйств — 933, вылов рыбы в 2008 г. — 19,7 т.
В поселке работают ОРХ «Труженик», КФХ «Кох».
Жители Потапово выращивают и пасут оленей, занимаются охотничьим и рыбным промыслом.